# Saison 5 de RuPaul's Drag Race UK
La cinquième saison de RuPaul's Drag Race UK est diffusée pour la première fois le 28 septembre 2023 sur BBC Three au Royaume-Uni et sur WOW Presents Plus à l'international,.
Le 2 septembre 2022, l'émission est renouvelée pour sa cinquième saison. Les juges principaux sont RuPaul, Michelle Visage, Alan Carr et Graham Norton. Le casting est composé de dix candidates et est annoncé le 11 septembre 2023.
La gagnante de la saison reçoit un voyage à Hollywood et les droits d'une série originale produite par World of Wonder.
La gagnante de la saison est Ginger Johnson, avec comme seconde Michael Marouli.

## Candidates
Les candidates de la cinquième saison de RuPaul's Drag Race UK sont :
(Les noms et âges annoncés sont ceux annoncés au moment de la compétition.)
| Candidates        | Âge | Résidence                    | Classement |
| ----------------- | --- | ---------------------------- | ---------- |
| Ginger Johnson    | 34  | Lanchester, Durham           | Gagnante   |
| Michael Marouli   | 39  | Newcastle, Tyne and Wear     | Seconde    |
| Tomara Thomas     | 25  | Hartlepool, Durham           | 3e place   |
| DeDeLicious       | 20  | Royal Tunbridge Wells, Kent  | 4e place   |
| Kate Butch        | 26  | Buxton, Derbyshire           | 5e place   |
| Cara Melle        | 26  | Londres, Grand Londres       | 6e place   |
| Vicki Vivacious   | 36  | Redruth, Cornouailles        | 7e place   |
| Banksie           | 23  | Manchester, Grand Manchester | 8e place   |
| Miss Naomi Carter | 23  | Doncaster, Yorkshire du Sud  | 9e place   |
| Alexis Saint-Pete | 28  | Londres, Grand Londres       | 10e place  |

## Progression des candidates
|            |                   | Épisode | Épisode | Épisode | Épisode | Épisode | Épisode | Épisode | Épisode | Épisode | Épisode  |
| 1          | 2                 | 3       | 4       | 5       | 6       | 7       | 8       | 9       | 10      |         |          |
| ---------- | ----------------- | ------- | ------- | ------- | ------- | ------- | ------- | ------- | ------- | ------- | -------- |
| Candidates | Ginger Johnson    | HIGH    | SAFE    | SAFE    | WIN     | WIN     | WIN     | HIGH    | HIGH    | HIGH    | GAGNANTE |
| Candidates | Michael Marouli   | HIGH    | SAFE    | HIGH    | WIN     | HIGH    | SAFE    | BTM2    | WIN     | WIN     | SECONDE  |
| Candidates | Tomara Thomas     | SAFE    | HIGH    | TOP2    | WIN     | SAFE    | HIGH    | SAFE    | HIGH    | BTM2    | ÉLIMINÉE |
| Candidates | DeDeLicious       | SAFE    | HIGH    | HIGH    | SAFE    | BTM2    | BTM2    | SAFE    | BTM2    | ELIM    | INVITÉE  |
| Candidates | Kate Butch        | SAFE    | SAFE    | SAFE    | SAFE    | HIGH    | HIGH    | WIN     | ELIM    | INVITÉE | INVITÉE  |
| Candidates | Cara Melle        | TOP2    | LOW     | WIN     | BTM2    | SAFE    | SAFE    | ELIM    |         |         |          |
| Candidates | Vicki Vivacious   | WIN     | SAFE    | HIGH    | LOW     | HIGH    | ELIM    |         |         | INVITÉE | INVITÉE  |
| Candidates | Banksie           | SAFE    | WIN     | SAFE    | LOW     | ELIM    |         |         |         | INVITÉE | INVITÉE  |
| Candidates | Miss Naomi Carter | SAFE    | BTM2    | SAFE    | ELIM    |         |         |         |         | INVITÉE | INVITÉE  |
| Candidates | Alexis Saint-Pete | HIGH    | ELIM    |         |         |         |         |         |         | INVITÉE | INVITÉE  |

 La candidate a gagné RuPaul's Drag Race UK.
 La candidate a fini seconde.
 La candidate a été éliminée lors de la finale.
 La candidate a gagné le défi.
 La candidate a été une des deux meilleures candidates de la semaine mais a perdu le lip-sync.
 La candidate a reçu des critiques positives des juges et a été déclarée sauve.
 La candidate a été déclarée sauve.
 La candidate a reçu des critiques négatives des juges et a été déclarée sauve.
 La candidate a été en danger d'élimination.
 La candidate a été éliminée.

## Lip-syncs
| Épisode | Candidate         | vs. | Candidate         | Chanson                      | Artiste                     | Gagnante           |
| ------- | ----------------- | --- | ----------------- | ---------------------------- | --------------------------- | ------------------ |
| 1       | Cara Melle        | vs. | Vicki Vivacious   | Ooh Aah... Just a Little Bit | Gina G                      | Vicki Vivacious    |
| Épisode | Candidate         | vs. | Candidate         | Chanson                      | Artiste                     | Candidate éliminée |
| 2       | Alexis Saint-Pete | vs. | Miss Naomi Carter | Hot in It                    | Tiësto ft. Charli XCX       | Alexis Saint-Pete  |
| Épisode | Candidate         | vs. | Candidate         | Chanson                      | Artiste                     | Gagnante           |
| 3       | Cara Melle        | vs. | Tomara Thomas     | Remember                     | Becky Hill ft. David Guetta | Cara Melle         |
| Épisode | Candidate         | vs. | Candidate         | Chanson                      | Artiste                     | Candidate éliminée |
| 4       | Cara Melle        | vs. | Miss Naomi Carter | The Only Way Is Up           | Yazz                        | Miss Naomi Carter  |
| 5       | Banksie           | vs. | DeDeLicious       | I Dreamed a Dream            | Susan Boyle                 | Banksie            |
| 6       | DeDeLicious       | vs. | Vicki Vivacious   | Heartbreak on Hold           | Alexandra Burke             | Vicki Vivacious    |
| 7       | Cara Melle        | vs. | Michael Marouli   | Touch Me (I Want Your Body)  | Samantha Fox                | Cara Melle         |
| 8       | DeDeLicious       | vs. | Kate Butch        | This Hell                    | Rina Sawayama               | Kate Butch         |
| 9       | DeDeLicious       | vs. | Tomara Thomas     | Little Bird                  | Annie Lennox                | DeDeLicious        |
| Épisode | Candidate         | vs. | Candidate         | Chanson                      | Artiste                     | Gagnante           |
| 10      | Ginger Johnson    | vs. | Michael Marouli   | A Little Respect             | Erasure                     | Ginger Johnson     |

 La candidate a remporté le lip-sync et la saison.
 La candidate a remporté le lip-sync.
 La candidate a été éliminée après sa première fois en danger d'élimination.
 La candidate a été éliminée après sa deuxième fois en danger d'élimination.
 La candidate a été éliminée après sa quatrième fois en danger d'élimination.

## Juges invités
Cités par ordre chronologique, :
- Kristen McMenamy, mannequin américaine ;
- Yasmin Finney, actrice britannique ;
- Sophie Ellis-Bextor, chanteuse britannique ;
- Suranne Jones, actrice britannique ;
- Cush Jumbo, actrice britannique ;
- Alexandra Burke, chanteuse britannique ;
- Joel Dommett, comédien et acteur britannique ;
- Daphne Guinness, artiste britannique ;
- Aisling Bea, actrice et humoriste irlandaise.

### Invités spéciaux
Certains invités apparaissent dans les épisodes, mais ne font pas partie du panel de jurés, :
Épisode 1
Anciennes candidates de la franchise Drag Race :
- Blu Hydrangea, drag queen britannique ;
- Jimbo, drag queen canadienne ;
- Lady Camden, drag queen américaine ;
- Nicky Doll, drag queen française ;
- Pangina Heals, drag queen thaïlandaise ;
- Silky Nutmeg Ganache, drag queen américaine ;
- Sminty Drop, drag queen britannique.

Épisode 2
- Edward Enninful, styliste britannique.

Épisode 4
- Raven, drag queen américaine.

Épisode 5
- Dane Chaflin, réalisateur britannique ;
- Karen Hauer, chorégraphe vénézuélienne.

Épisode 6
- Carol Vorderman, animatrice télévisée britannique.

Épisode 10
- Claudimar Neto, chorégraphe britannique ;
- Danny Beard, gagnante de la quatrième saison.

## Épisodes
| GROUPE    | FIERCE FORCE FIVE | FIERCE FORCE FIVE | FIERCE FORCE FIVE | FIERCE FORCE FIVE | FIERCE FORCE FIVE | THE M-52'S  | THE M-52'S     | THE M-52'S   | THE M-52'S        |
| --------- | ----------------- | ----------------- | ----------------- | ----------------- | ----------------- | ----------- | -------------- | ------------ | ----------------- |
| CANDIDATE | Cara Melle        | DeDeLicious       | Michael Marouli   | Tomara Thomas     | Vicki Vivacious   | Banksie     | Ginger Johnson | Kate Butch   | Miss Naomi Carter |
| ICÔNE POP | Beyoncé           | Nicki Minaj       | Spice Girls       | Elvis Presley     | Freddie Mercury   | David Bowie | Elton John     | Shania Twain | Beyoncé           |

| THÈME     | LE TRAVAIL  | LE TRAVAIL | LE TRAVAIL        | LA FÊTE         | LA FÊTE       | LA FÊTE        | L'AMOUR | L'AMOUR    | L'AMOUR         |
| --------- | ----------- | ---------- | ----------------- | --------------- | ------------- | -------------- | ------- | ---------- | --------------- |
| CANDIDATE | DeDeLicious | Kate Butch | Miss Naomi Carter | Michael Marouli | Tomara Thomas | Ginger Johnson | Banksie | Cara Melle | Vicki Vivacious |

| CANDIDATE  | Cara Melle     | DeDeLicious         | Ginger Johnson   | Kate Butch | Michael Marouli | Tomara Thomas  | Vicki Vivacious |
| PERSONNAGE | Dionne Warwick | Lady Colin Campbell | Barbara Cartland | Kate Bush  | Catherine Tate  | Robin Williams | Fanny Cradock   |

| CANDIDATE                              | GINGER JOHNSON   | MICHAEL MAROULI  | TOMARA THOMAS |
| -------------------------------------- | ---------------- | ---------------- | ------------- |
| NOMBRE DE VICTOIRES                    | 3                | 3                | 1             |
| ÉPISODE(S)                             | Épisodes 4, 5, 6 | Épisodes 4, 8, 9 | Épisode 4     |
| NOMBRE DE FOIS EN DANGER D'ÉLIMINATION | 0                | 1                | 1             |
| ÉPISODE(S)                             | —                | Épisode 7        | Épisode 9     |